# Notophthiracarus tinctus
Notophthiracarus tinctus är en kvalsterart som först beskrevs av Wojciech Niedbała 2000.  Notophthiracarus tinctus ingår i släktet Notophthiracarus och familjen Phthiracaridae. Inga underarter finns listade i Catalogue of Life.